# 실바플래나 호수
실바플래나 호수(독일어: Silvaplanersee, 로만슈어: Lej da Silvaplauna)는 스위스 그리종주의 상부 엥가딘 계곡에 있는 호수이다. 이 호수는 실바플래나(Silvaplana) 마을에서 이름을 따왔다. 호수는 또한 인근 샴퍼 호수(Lej da Champfèr)와 연결되어 있다. 더 큰 이웃인 실스 호수와 함께 그리종주에서 가장 큰 호수 중 하나이다. 실바플래나 호수는 3,000m가 넘는 여러 산, 특히 코르바취봉, 율리어봉, 수르라이봉에서 내려다보고 있다. 호수의 배수 분지는 코르바취봉(3,451m)에서 정점을 이루는 여러 빙하로 구성되어 있으며, 가장 큰 빙하는 바드레트 달 트레모기아이다.
야영장은 호수의 북쪽 끝에 있다. 호수는 또한 여름에 카이트서핑과 윈드서핑과 같은 스포츠에 많이 사용된다. 겨울에는 호수가 얼면 크로스컨트리 스키, 산책로, 눈 위에서 카이트서핑을 즐길 수 있으며, 매년 호수를 건너는 유명한 엥가딘 스키마라톤이 있다. 희귀한 블랙 아이스는 아이스 스케이팅 선수를 호수로 데려온다.
〈이 사람을 보라〉(Ecce Homo)에서 프리드리히 니체는 1881년 8월 실바플래나 호수 옆 숲을 거닐면서 ‘영원 회귀’에 대한 아이디어를 처음 구상한 순간을 회상했다.

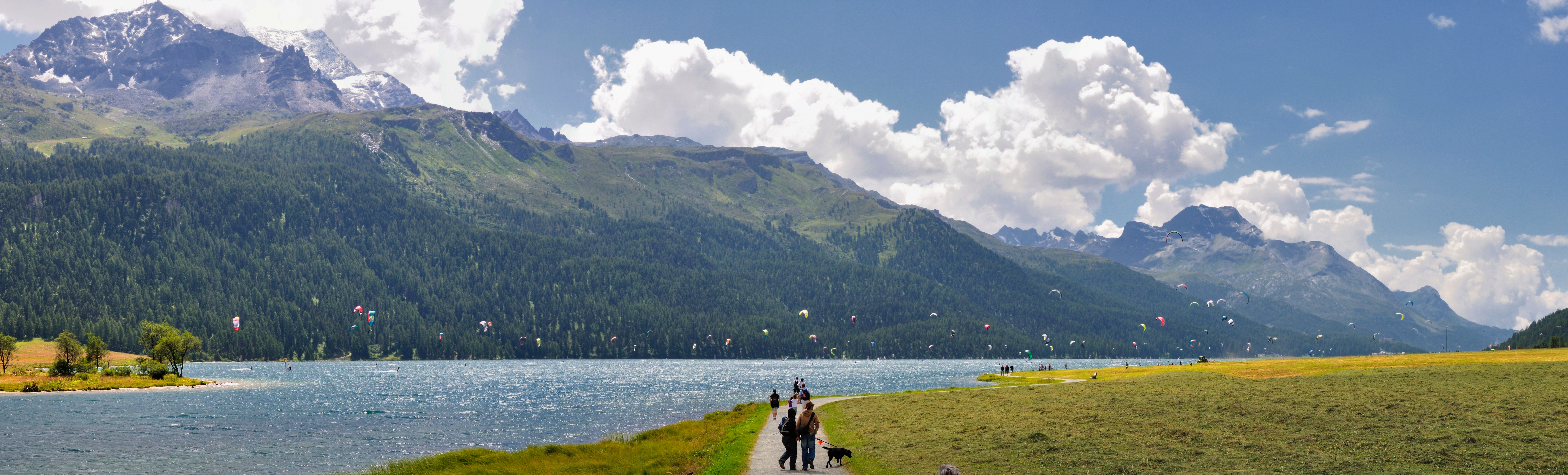
실바플래나에서 코르바취봉(왼쪽)과 마르냐봉(우측)을 본 풍경